# Julie Nistad Samsonsen
Julie Bianca Nistad Samsonsen (5 april 2000, Bergen) is een Noors langebaanschaatsster. 
In seizoen 2017–18 reed zij junioren-world cups in Innsbruck. Tevens reed ze in Helsinki op de teamsprint een Noors nationaal record, dat tevens een juniorenrecord is.
In 2020 reed Samsonsen op de Europese kampioenschappen schaatsen afstanden 2020 op de 500 meter.

## Records

### Persoonlijke records[5]
| Afstand    | Tijd    | Datum           | Baan           |
| ---------- | ------- | --------------- | -------------- |
| 500 meter  | 37,94   | 4 december 2021 | Salt Lake City |
| 1000 meter | 1.16,89 | 24 januari 2025 | Calgary        |
| 1500 meter | 2.11,78 | 4 maart 2018    | Salt Lake City |
| 3000 meter | 4.47,30 | 4 maart 2017    | Heerenveen     |

## Resultaten
| Jaar | EK Sprint                | WK Sprint                | WK Afstanden           | Olympische Spelen | WK Junioren        |
| ---- | ------------------------ | ------------------------ | ---------------------- | ----------------- | ------------------ |
| 2017 |                          |                          |                        |                   | 31e 500m 37e 1000m |
| 2018 |                          |                          |                        |                   | 19e 500m 34e 1000m |
| 2019 |                          |                          |                        |                   | 10e 500m 26e 1000m |
|      |                          |                          |                        |                   |                    |
| 2021 | 12e (12e, 15e, 12e, 13e) |                          | 15e 500m               |                   |                    |
| 2022 |                          | 14e (13e, 14e, 15e, 14e) |                        | 24e 500m          |                    |
| 2023 | 9e (11e, 11e, 9e, 10e)   |                          |                        |                   |                    |
| 2024 |                          | 22e (21e, 24e, 23e, 23e) |                        |                   |                    |
| 2025 | 9e (10e, 10e, 10e, 9e)   |                          | 17e 500m 6e teamsprint |                   |                    |

(#, #, #, #) = afstandspositie op sprinttoernooi (500m, 1000m, 500m, 1000m).